# Ludwig Binswanger
Ludwig Binswanger (13 de abril de 1881–5 de febrero de 1966) fue un psiquiatra suizo pionero en el campo de la psicología existencial. Su abuelo (igualmente llamado Ludwig Binswanger) fue el fundador del "Bellevue Sanatorium" en Kreuzlingen, y su tío Otto Binswanger fue profesor de psiquiatría en la Universidad de Jena.
Se le considera el más distinguido de los psicólogos fenomenológicos, y el más influyente en dar a conocer sus conceptos en Europa y Estados Unidos.

## Vida y carrera
En 1907 Binswanger se graduó como médico en la Universidad de Zúrich y en su juventud trabajó y estudió con algunos de los mejores psiquiatras de la época, como Carl Gustav Jung, Eugen Bleuler y el neurólogo Sigmund Freud.
Visitó a Freud (el cual había citado la obra sobre neurastenia de su tío Otto) en 1907 junto a Jung. Binswanger nunca olvidó la conversación cordial y alentadora del anfitrión, ni «la atmósfera libre, amistosa» que rodeó todo el episodio desde el principio. Con veintiséis años cumplidos, Binswanger admiró «la grandeza y dignidad» de Freud, pero sin sentirse amedrentado ni intimidado. El hecho de que a Freud no le gustara «ninguna formalidad ni etiqueta, su encanto personal, su sencillez, su carácter despreocupadamente abierto y bondadoso» parece que ahuyentaron toda ansiedad. Sintiéndose cómodos, los tres hombres se interpretaron recíprocamente los sueños, compartieron paseos y comidas.
Binswanger y Freud se convirtieron en amigos para toda la vida. En abril de 1912 Binswanger sería operado de un tumor maligno, ante lo cual Freud envió al enfermo una carta angustiada. Se describió a sí mismo como «un hombre viejo que no debe quejarse de que su vida vaya a terminar dentro de unos pocos años (y que está decidido a no quejarse)», pero a quien la noticia de que la vida de Binswanger podía estar en peligro le resultó «particularmente penosa». Binswanger le pidió a Freud que no comentara con nadie su problema, y Freud le hizo una visita precipitada; el paciente estaba muy bien. El 18 de marzo de 1938 Binswanger envió una invitación a Freud a visitar Suiza, intentando salvarle de los nazis: «El propósito de mis líneas hoy es decirle que le invito a venir en cualquier momento en que desee un cambio de aire».
Binswanger llegó a ser miembro del temprano Grupo Freud que Jung condujo en Suiza; sin embargo, luchó durante toda su vida sobre el lugar que ocupaba el psicoanálisis en su pensamiento - su artículo de 1921 sobre Psicoanálisis y psiquiatría clínica sería solo un punto de referencia de esa lucha de toda la vida.
Binswanger fue más influenciado por la filosofía existencial, sobre todo después de la Primera Guerra Mundial, a través de las obras de Martin Heidegger, Edmund Husserl y Martin Buber, evolucionando finalmente hacia su propio estilo distintivo de psicología fenomenológico-existencial.
De 1911 a 1956, Binswanger fue director médico del sanatorio en Kreuzlingen.

## Pensamiento e influencia
Binswanger es considerado el primer médico en combinar psicoterapia con ideas fenomenológico/existenciales, un concepto que expone en su libro de 1942 Grundformen und Erkenntnis menschlichen Daseins. En este trabajo explica el análisis existencial como una ciencia empírica que consiste en una aproximación antropológica al carácter esencial individual del ser humano.
Binswanger vio el concepto de Lebenswelt de Husserl como una clave para comprender las experiencias subjetivas de sus pacientes, teniendo en cuenta que "en las enfermedades mentales nos enfrentamos a modificaciones de la estructura fundamental y de los vínculos estructurales de ser-en-el-mundo". Para Binswanger, la enfermedad mental implicaba la reconstrucción de un mundo - incluyendo alteraciones en la experiencia vivida de tiempo, espacio, sentido corporal y relaciones sociales. Donde, por ejemplo, el psicoanalista solo ve "un vínculo preedípico demasiado fuerte a la madre", Binswanger señala que "dicha vinculación filial demasiado fuerte sólo es posible bajo la premisa de un diseño del mundo basado exclusivamente en la conectividad, la cohesión, la continuidad".
En el Traum und Existenz de Binswanger - que fue traducido del alemán al francés por Michel Foucault, el cual añadió un importante ensayo introductorio - se destaca de modo similar la necesidad de "empaparse uno mismo en el contenido manifiesto del sueño - que desde el postulado histórico de Freud concerniente a la reconstrucción de pensamientos latentes, ha retrocedido en tiempos modernos a un segundo plano". Eugène Minkowski había introducido tempranamente las ideas de Binswanger en Francia, influyendo así entre otros el temprano trabajo de Jacques Lacan.
En su estudio sobre existencialismo, su sujeto más famoso fue Ellen West, una paciente profundamente perturbada cuyo estudio de caso fue traducido al inglés para el volumen de 1958 Existence. Binswanger la atribuyó "esquizofrenia", y su caso es incluido en su libro Schizophrenie. Pero pocos psiquiatras contemporáneos aceptarían este diagnóstico. La "anorexia nerviosa" está también fuera de lugar. Ella sintió un impulso extremo a perder peso. Pero ya que era extraordinariamente gorda apenas era un objetivo patológico.
A través de su adopción de Buber de la importancia del concepto de diálogo, Binswanger también puede ser visto como un precursor de los enfoques intersubjetivos en terapia. Binswanger hizo hincapié en la importancia del reconocimiento mutuo, en oposición a la contradependencia del narcisismo destructivo, tal como describe Herbert Rosenfeld, por ejemplo.

## Crítica
Ronald David Laing criticó la fenomenología del espacio de Binswanger por darse cuenta insuficientemente del alcance en que es estructurado por otros el sentido del espacio de cada uno.
Fritz Perls criticó su terapia existencial por inclinarse demasiado en el psicoanálisis.

## Obra
- Über das Verhalten des psychogalvanischen Phänomens beim Assoziationsexperiment. Diagnostische Assoziationsstudien. 1907
- Über Entstehung und Verhütung geistiger Störungen. 1910
- Einführung in die Probleme der allgemeinen Psychologie. Berlín. 1922
- Wandlungen in der Auffassung und Deutung des Traumes. Berlín 1928 – Buchtitel
- Traum und Existenz. 1930
- Zur Geschichte der Heilanstalt Bellevue. Kreuzlingen 1857–1932
- Über Ideenflucht. Zürich 1933
- Freuds Auffassung des Menschen im Lichte der Anthropologie. Erweiterter Festvortrag gehalten zur Feier des 80. Geburtstags von Sigmund Freud im Akad. Verein für medizin. Psychologie. Wien 1936
- Grundformen und Erkenntnis menschlichen Daseins. Zürich 1942
- Über Sprache und Denken. Basel 1946
- Ausgewählte Aufsätze und Vorträge, Bd. 1: Zur phänomenologischen Anthropologie. Bern 1947
- Henrik Ibsen und das Problem der Selbstrealisation in der Kunst. Heidelberg 1949
- Die Bedeutung der Daseinsanalytik Martin Heideggers für das Selbstverständnis der Psychiatrie. 1949
- Über Martin Heidegger und die Psychiatrie. Festschrift zur Feier des 350jährigen Bestehens des Heinrich-Suso-Gymnasium zu Konstanz 1954
- Ausgewählte Vorträge und Aufsätze, Bd. II: Zur Problematik der psychiatrischen Forschung und zum Problem der Psychiatrie. Bern 1955
- Erinnerungen an Sigmund Freud. Bern 1956
- Drei Formen missglückten Daseins. Verstiegenheit, Verschrobenheit, Manieriertheit. Tübingen 1956
- Schizophrenie. Pfullingen 1957
- Der Mensch in der Psychiatrie. Pfullingen 1957
- Melancholie und Manie. Phänomenologische Studien. Pfullingen 1960
- Geleitwort zu Hans Häfners „Psychopathien“. Monographien aus dem Gesamtgebiet der Neurologie und Psychiatrie. Berlín 1961
- Der Musische Mensch. Vorwort zu „Musische Erziehung“. Amriswil 1962
- Wahn. Beiträge zu seiner phänomenologischen und daseinsanalytischen Erforschung. Pfullingen. 1965
- Traum und Existenz. Einleitung von Michel Foucault. Verlag Gachnang & Springer, Bern / Berlín 1992. ISBN 978-3-906127-31-6
- Aby Warburg: La guarigione infinita. Storia clinica di Aby Warburg. A cura di Davide Stimilli. Vicenza 2005 (auf Deutsch: Die unendliche Heilung. Aby Warburgs Krankengeschichte, diaphanes, Zürich/Berlin 2007).

### Ediciones de las obras
- Ausgewählte Werke in 4 Bänden. Roland Asanger, Heidelberg 1992–1994
  - Band 1: Formen missglückten Daseins, hrsg. v. Max Herzog, 1992, ISBN 3-89334-206-0
  - Band 2: Grundformen und Erkenntnis menschlichen Daseins, hrsg. v. Max Herzog und Hans-Jürg Braun, 1993, ISBN 3-89334-203-6 bzw. ISBN 3-89334-207-9
  - Band 3: Vorträge und Aufsätze, hrsg. v. Max Herzog, 1994, ISBN 3-89334-204-4 bzw. ISBN 3-89334-208-7
  - Band 4: Der Mensch in der Psychiatrie, hrsg. v. Alixe Holzhey-Kunz, 1994, ISBN 3-89334-205-2 bzw. ISBN 3-89334-209-5

### En español
- Artículos y conferencias escogidas. Gredos 1973, ISBN 9788424924409
- Bageneta, I. (2016). La definición de la psiquiatría fenomenológica de Ludwig Binswanger (1881–1966). Madrid, Apeirón.